# Постумии

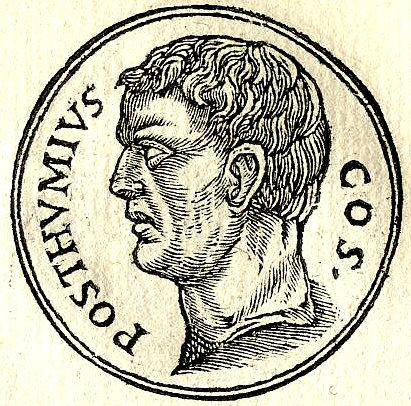
Авл Постумий Альбин.

Посту́мии (лат. Postumii) — древнеримский патрицианский род. Представители рода регулярно занимали высшие государственные должности, со времён исчезновения Римского царства до падения Римской республики. Всего 18 человек были консулами, 4 — военными трибунами с консульской властью, по 2 — диктаторами и начальниками конницы. Первым Постумием, ставшим консулом, стал Публий Постумий Туберт в 505 году до н. э., всего через четыре года после исчезновения царства.

## Происхождение
Номен Postumius образован от преномена Postumus, который предположительно принадлежал предкам рода. Эта часть имени образована от латинского postremus, означающего «последний» — первоначально этим словом называли последних рождённых или самых молодых детей в семье. Однако значение этого слова давно смешалось со значением слова posthumous, которым называли детей, рождённых после смерти отца; этой ошибке благоприятствовал тот факт, что дети, рождённые после смерти отца, младшими и являются.

## Преномен
Самые видные семьи Постумиев во времена ранней Римской республики чаще всего называли детей преноменами Aulus, Spurius и Lucius; изредка встречаются преномены Marcus, Publius и Quintus. К концу существования республики, Постумии чаще назывались Gaius, Gnaeus и Titus.

## Ветви и когномены
Самыми видными семьями рода были носители когноменов Albus или Albinus, в начале существования республики влиятельными были также Megellus и Tubertus. Агноменом Альбинов был Regillensis. Во времена пунических войн использовались когномены Phyrgensis, Thempsanus и Thympanus. Некоторые Постумии упоминаются в различных источниках без каких-либо когноменов